# Popcorn Time
Popcorn Time è stato un client BitTorrent libero per lo streaming video.

## Descrizione
È stato concepito per essere un'alternativa gratuita ma illegale ai servizi di streaming di contenuti audiovisivi a pagamento come Netflix. Popcorn Time effettua lo streaming di copie di film e serie TV attraverso i torrent disponibili in rete, utilizzando come principale risorsa il sito web YTS. Di per sé il client non è illegale, in quanto come altri client quali uTorrent o Transmission, non detiene alcun contenuto illegale.

## Storia
Dopo il lancio ufficiale, l'applicazione ottenne particolare visibilità grazie ai media che lo paragonarono a Netflix per la semplicità d'uso. Il progetto originale fu interrotto il 14 marzo 2014 dagli sviluppatori stessi in seguito a pressioni della MPAA. Il codice sorgente del progetto fu tuttavia pubblicato su GitHub, permettendo a sviluppatori terzi di portare avanti il progetto originario.
Il 5 gennaio 2022 è stato chiuso per il calo di interesse da parte degli utenti.